# Kamisini járás

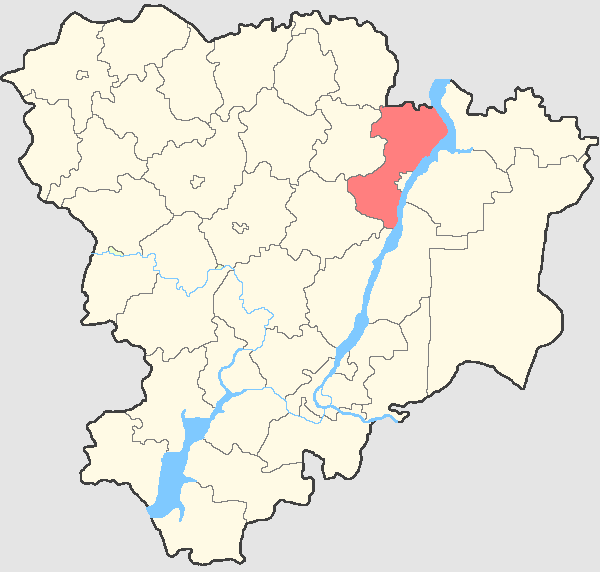
A Kamisini járás a Volgográdi területen

A Kamisini járás (oroszul Камышинский район) Oroszország egyik járása a Volgográdi területen. Székhelye Kamisin.

## Népesség
- 1989-ben 37 276 lakosa volt.
- 2002-ben 45 019 lakosa volt.
- 2010-ben 42 893 lakosa volt, melyből 37 350 orosz, 1 887 német, 853 ukrán, 594 ezid, 368 örmény, 244 tatár, 156 azeri, 147 fehérorosz, 122 cigány, 110 csuvas, 102 kazah, 66 koreai, 63 üzbég, 52 mari, 48 grúz, 39 udmurt, 38 moldáv, 36 tadzsik, 32 görög, 31 mordvin, 28 oszét, 25 csecsen, 25 kumik, 19 lengyel, 18 avar, 18 észt, 16 bolgár, 16 komi, 16 tabaszaran, 12 baskír stb.